# سنبل (بیچورین)
سنبل (انگلیسی: Hyacinth; ۲۹ اوت ۱۷۷۷ – ۱۱ مهٔ ۱۸۵۳) گردشگر، تاریخ‌نگار، مبلغ مذهبی، چین‌شناس، جغرافی‌دان، و کشیش اهل امپراتوری روسیه بود.